# Cyrba bidentata
Cyrba bidentata är en spindelart som beskrevs av Embrik Strand 1906. Cyrba bidentata ingår i släktet Cyrba och familjen hoppspindlar. Inga underarter finns listade i Catalogue of Life.